# Вернер Гинтер
Вернер Гинтер (Утвил, 1. јун 1961) је швајцарски атлетичар, који се специјализовао за бацање кугле четвороструки светски првак, освајач бронзане медаље олимпијским играма. Био је један од најуспешнији швајцарских спортиста и један од најбољих светских крајем осамдесетих и почетком деведесетих година 20. века.

## Спортска биографија
Први велики успех била је златна медаља на Европском првенству 1986 у Штутгарту. Каснија Гинтер је освојио три узастопне светске титуле на отвореном: у 1987, 1991. и 1993. године а у дворани био је други 1987. и први 1991. године.
Гинтер је освојио бронзану медаљу на Олимпијским играма у Сеулу 1988., губећи само представника Источне Немачке Улфа Тимермана и Сједињених Држава Рендија Барнса.
Године 1987. године, бацањеом од 22,26 метара поставио је светски рекорд, који је поправио 23. августа 1988. године у Берлину, на 22.75 метара, што је 5 резултат у бацању кугле свих времена.
Титулу најбољег спортисте Швајцарске додељена му је три пута, 2 пута узастопно 1986. и 1987, а поново 1991.

## Значајнији резултати
| Година       | Такмичење                    | Место         | Пласман      | Резултат     | Детаљи       |
| Швајцарска   | Швајцарска                   | Швајцарска    | Швајцарска   | Швајцарска   | Швајцарска   |
| Бацање кугле | Бацање кугле                 | Бацање кугле  | Бацање кугле | Бацање кугле | Бацање кугле |
| ------------ | ---------------------------- | ------------- | ------------ | ------------ | ------------ |
| 1984         | Европско првенство у дворани | Гетеборг      |              | 20,34 м      |              |
| 1984         | Олимпијске игре              | Лос Анђелес   | 5.           | 20,28 м      |              |
| 1985         | Европско првенство у дворани | Атина         |              | 21,23 м      |              |
| 1986         | Европско првенство у дворани | Мадрид        |              | 21,51 м      |              |
| 1986         | Европско првенство           | Штутгарт      |              | 22,22 м      |              |
| 1987         | Европско првенство у дворани | Лијевен       |              | 21,53 м      |              |
| 1987         | Светско првенство у дворани  | Индијанаполис |              | 21,61 м      |              |
| 1987         | Светско првенство            | Рим           |              | 22,23 м      |              |
| 1988         | Олимпијске игре              | Сеул          |              | 21,99 м      |              |
| 1989         | Светски куп нација           | Барселона     |              | 21,40 м      |              |
| 1991         | Светско првенство у дворани  | Севиља        |              | 21,17 м      |              |
| 1991         | Светско првенство            | Токио         |              | 21,67 м      |              |
| 1992         | Олимпијске игре              | Барселона     | 4.           | 20,91 м      |              |
| 1992         | Светски куп нација           | Хавана        |              | 19,75 м      |              |
| 1993         | Светско првенство            | Штутгарт      |              | 21,97 м      |              |

## Лични рекорди
| Дисциплина   | Дисциплина   | Резултат | Место     | Датум            |
| ------------ | ------------ | -------- | --------- | ---------------- |
| Бацање кугле | на отвореном | 22,75 м  | Берн      | 23. август 1988. |
| Бацање кугле | у сали       | 22,26 м  | Маглинген | 8. фебруар 1987. |